# Старов Іван Єгорович
Іва́н Єго́рович Старо́в (12 (23) лютого 1744 — 5 (17) квітня 1808) — російський архітектор, один із засновників т. зв. російського класицизму, акад. (з 1769), проф. Петербурзької академії мистецтв (з 1785).

## Біографія, ранні роки
Народився у Москві (за ін. дан. —у Петербурзі) в родині диякона. Первісне навчання отримав в школі для дітей духовного стану. У 1755—1756 роках навчався у гімназії при Московському університеті, де виявив художні здібності. Разом із найбільш обдарованими учнями переведений на навчання в Петербург. Ще на іспитах 1761 р. виборов перше місце серед архітектурного класу. У 1762 році закінчив Петербурзьку академію мистецтв і отримав право на закордонне відрядження для удосконалення майстерності. Закінчення навчання в Академії також надавало право на стан дворянства.

## Стажування за кордоном
1762 року він відбув в Париж. Терміном відрядження було три роки. Обдарованому Івану Старову пощастило на вчителів: у Петербурзькій Академії це були Кокорінов і Валлєн Деламот, в Парижі — Шарль де Вайї. Вдруге пощастило з терміном відрядження: Іван Старов стажувався не три, а шість років. П'ять років він стажувався в Парижі і один рік — в Італії.
Шарль де Вайї (1730—1798) мало встиг вибудувати через конкуренцію та скорочення будівництва у Франції. Але салон в палаццо Спінола в Генуї, замок-палац для ландграфа Гессе, павільйон наук і мистецтв для імператриці Катерини ІІ (проєкт) створили йому авторитет в Парижі і Західній Європі. Найкращими спорудами архітектора стануть замок-палац Монмусар (біля Діжона) та театр «Одеон» в Парижі. Вайї також створив план забудови нового французького порту Пор-Вандр. Містобудівні навички, отримані у Шарля де Вайї, Іван Старов використає при власному проєктуванні російських провінційних міст, серед яких Катеринослав, Миколаїв, Псков, Нарва, Воронеж, Великий Устюг, Богородицьк тощо.

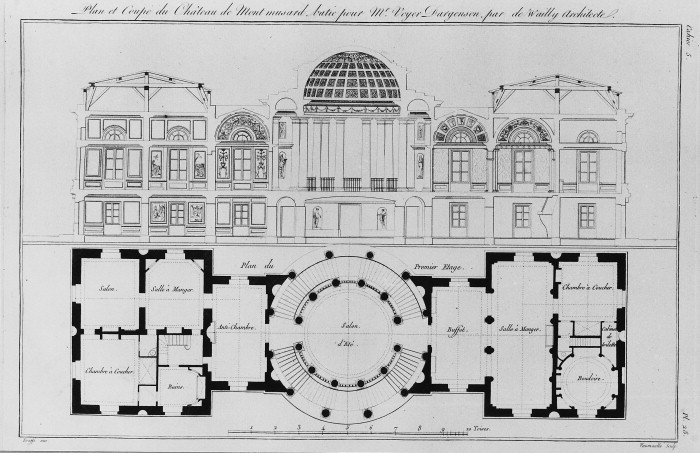
Шарль де Вайї. «Замок Монмусар» біля Діжона (Chateau de Montmusard: розріз і план, варіант проєкту)
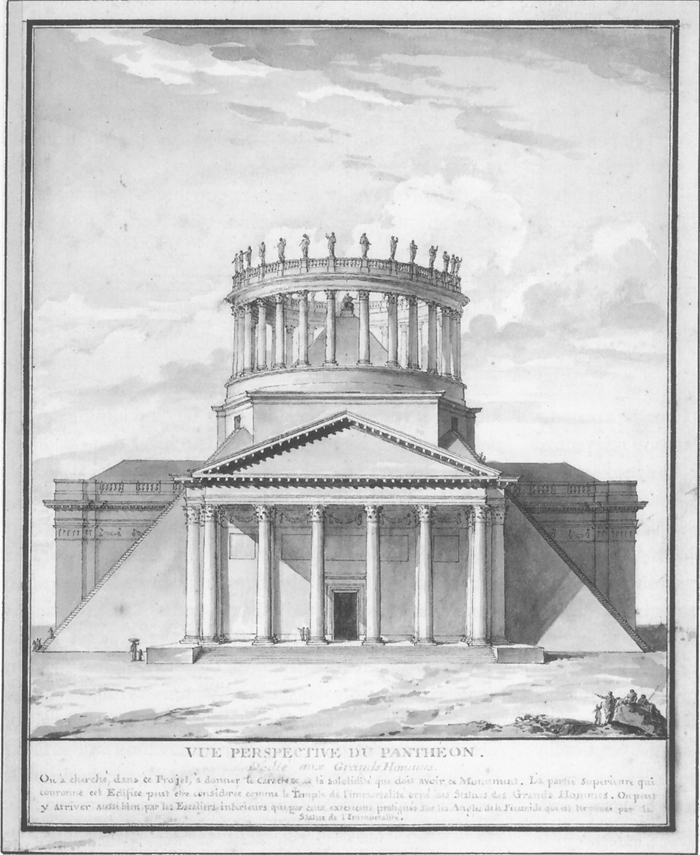
Шарль де Вайї. (Panthéon, Paris), «Проєкт перебудови Пантеону в Парижі на храм Республіки»
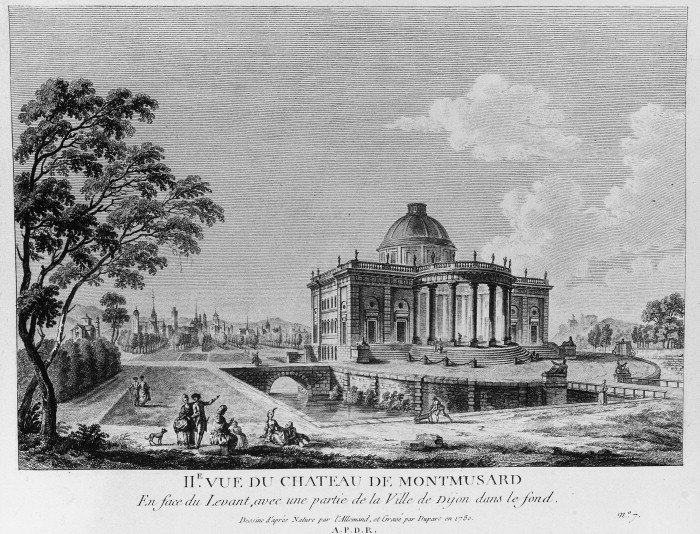
Шарль де Вайї. «Замок Монмусар» (Château de Montmusard). Гравюра де Вайї 1765 р.

## Іван Старов і Олександр Кокорінов
Ще за часів учнівства в Академії Старов познайомився з викладачем і талановитим архітектором Олександром Кокоріновим. Доля склалась так, що учень і викладач поріднилися, незважаючи на різницю у віці в вісімнадцять років. Дружини обох архітекторів, Пульхерія Демідова (Кокорінова) та Наталя Демідова (Старова) були рідними сестрами.
Після таємничого самогубства Олександра Кокорінова саме Іван Старов створив проєкт надгробку для померлого архітектора.

## Життя і творчість в Росії
У 1769—1772 викладав в AM, з 1679 — академік, з 1785 — професор. У 1772—1774 — головний архітектор «Комиссии о каменном строении Санкт-Петербурга и Москвы». 3 1774 працював над реконструкцією Олександро-Невської лаври у Петербурзі. З 1800 до кінця життя очолював будівельний контроль за побудовою Казанського собору. Створив Таврійський палац (1783—1789) у Петербурзі й палац у Пеллі (1785—1789; зруйновано за наказом імператора Павла) поблизу Петербурга.

## Садиба Шкуріна (Бобринського)

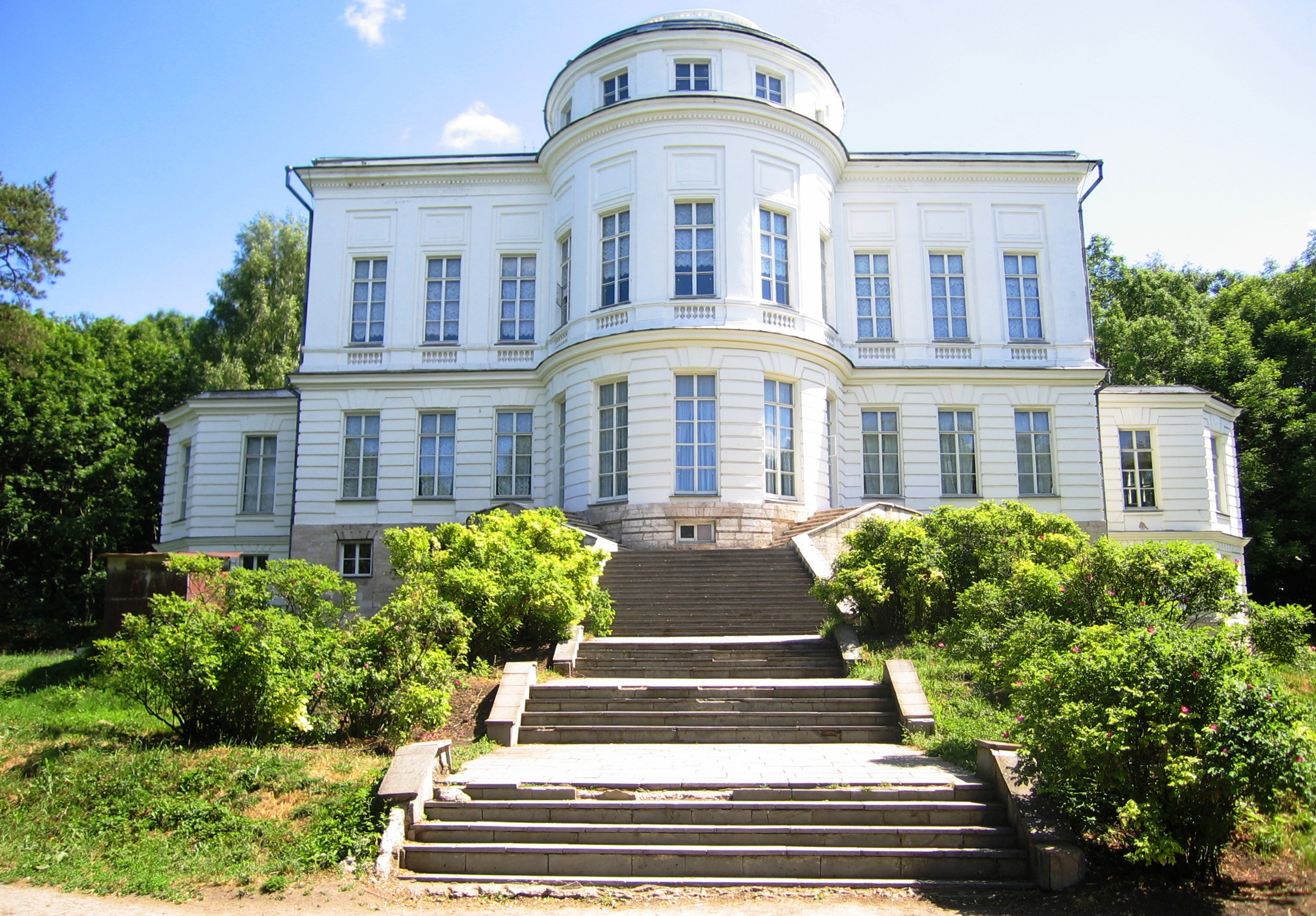
М. Богородицьк, колишня садиба Шкуріна (Бобринського).

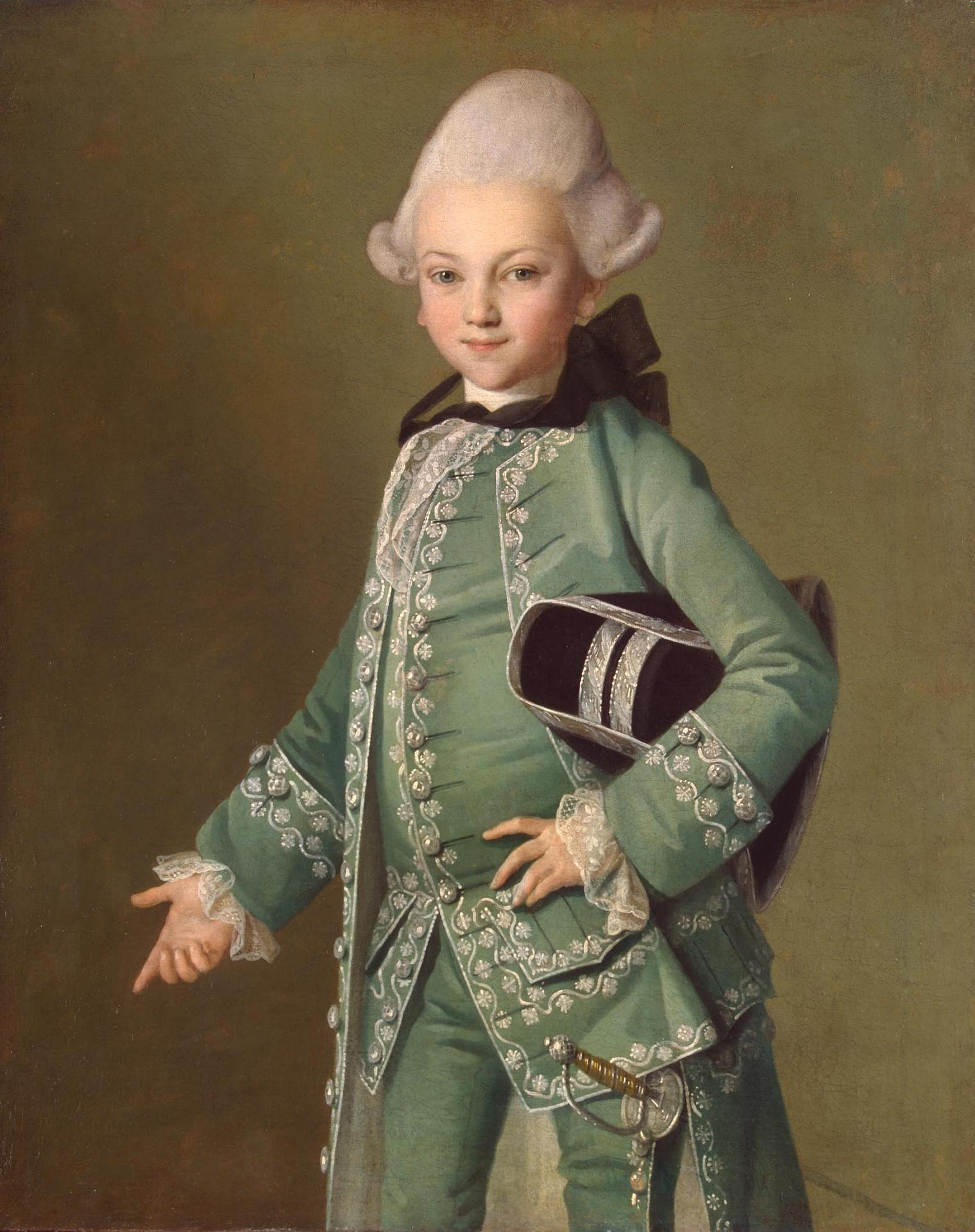
Олексій Шкурін дитиною(згодом граф Бобринський), бл. 1770 року. Ермітаж.

В квітні 1762 року дружина імператора Петра III (з липня 1762 імператриця Катерина II) народила позашлюбну дитину від фаворита Григорія Орлова. Народженого сина приховали в родині Шкуріна, називаючи того вихованцем, і надали первісне прізвище Шкурін. Дитину оточили увагою і вивезли в тульські маєтки імператриці. Хлопчика виховували як звичного недоросля з багатої дворянської родини і приховали від свідків. А до повноліття дитини маєтками хлопця управителем призначили 17-річного князя С. С. Гагаріна.
На відміну від Василя Баженова, працьовитий Старов із гнучким характером зробив вдалу кар'єру в Петербурзі і мав довіру прискипливих бюрократів Академії. Як архітектор Старов був носієм ідей французького класицизму і не зупинявся на використанні лише колон, портиків і трикутних фронтонів. Вони були лише невеликою частиною його архітектурного арсеналу, де були також залишки гнучких барокових форм. Модного майстра наблизила до себе імператриця Катерина ІІ. Десятилітньому синові за наказом імператриці вибудували палац в містечку Богородицьк. Замову імператриці і виконав архітектор Іван Старов в 1771–1773 рр.
Проєкт палацового комплексу він вирішив як невеликий, компактний ансамбль із палацика, овального курдонера та двох Г-подібних флігелів і стаєнь. Палац і флігелі були поєднані наскрізними залізними ґратками. Господський будинок головував в ансамблі, але мав дуже стриманий декор: руст першого поверху, просту лиштву вікон без сандриків. Ні зайвих колон, ні трикутних фронтонів — лише парковий фасад урізноманітнювала проста напівротонда з бельведером та довгі, майже барокові сходи в парк.

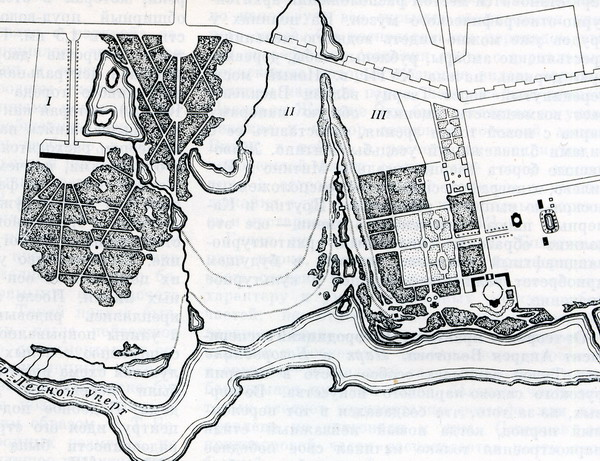
Генплан парку в м. Богородицьк, на 1785 р.

До створення пейзажного парку залучили самого Андрія Болотова. Той старанно вивчив місцевість, ретельно малював нові павільйони і краєвиди, виправляв помилки і недоліки. І лише після цього будував павільйони і окремими ділянками планував-збільшував сам парк. Все цікаве на ділянці зберігали як Іван Старов, так і Андрій Болотов. Так, Старов зберіг барокову вежу-дзвіницю і приєднав її до невеликого ансамблю. Діяльність паркобудівника Болотова була не менш творча. Він зберіг давній гай неподалік садиби, де створив три майстерні діагональні просіки, котрі розкрили найкращі краєвиди місцини. Ділянки пейзажного парку обережно прикрасили то звивистими стежками чи вазою на постаменті, то сходинками, то острівцями на ставку. Так Болотов обіграв береги ставка після греблі місцевої річки Уперти. Паркобудівник був ще й художником-аматором і зафіксував створений ним парк в серії акварелей. Завдяки цьому давно здичавілий і захаращений парк постає перед дослідниками в його первісному вигляді. Андрій Болотов використав всі найкращі досягнення як європейського, так і російського паркобудівництва, і власного досвіду. Не дивно, що парк в Богородицьку визнали серед найкращих садибних.
В ансамбль включили і саме місто Богородицьк, розташоване навпроти палацу на протилежному березі. Нове регулярне розпланування теж створив Іван Старов — з центральною площею та п'ятьма радіанними, головними шляхами. Головував в ансамблі палац Шкуріна, вибудований на високому пагорбі над річкою.
На талановитого і модного архітектора, котрий виборов довіру самої імператриці, звернули увагу управитель садиби князь С. С. Гагарін та Григорій Потьомкін, фаворит імператриці. Згодом народиться тандем Потьомкін — Іван Старов, котрий відкриє широке поле діяльності для архітектора, і останній матиме низку важливих державних і приватних замов.

## Палац Гагаріних, садиба Нікольське-Гагаріно

Садиба Нікольське-Гагаріно, генплан.

Архітектор Старов, талановитий і працьовитий, поставився до нового завдання цілком уважно. Він запроєктував цілий ансамбль різних за призначенням споруд, використавши верхівку пагорба над річкою Озерна та Тростенським озером на відстані 25 км від Москви. Схил пагорба перетворили на паркові тераси, де розпланували регулярну частину парку.
Архітектор, що пройшов виучку в Парижі, був прихильником раннього класицизму французького зразка, котрий щойно починав полонити модними зразками країни Західної Європи. Багатющий досвід французької архітектури Іван Старов і використав в проєкті однієї з перших садиб. Класицизм французького зразка культивував пластичність об'ємів і монотонні портики, трикутні фронтони були зовсім не обов'язковими елементами споруди, як то було у палких прибічників палладіанства, у тих же Джакомо Кваренгі чи Миколи Львова.
Садибний палац для С. С. Гагаріна дивував м'якою пластичністю раннього класицизму і повною відсутністю монотонних портиків і трикутних фронтонів. На почесний двір (курдонер) виходив прямокутний блок-куліса з западиною посередині, де розмістили головний вхід в палац.
Прямокутний блок-куліса приховував менший об'єм споруди, де розмістили комплекс із трьох парадних залів овального типу — два бічні зали були розташовані перпендикулярно головній осі, а центральний — строго вздовж неї. Індивідуальною знахідкою архітектора стала відсутність другого поверху в центральній залі, відкрита в парк і в небо, тоді як бічні овальні мали другий поверх. Ця гра з об'ємами надзвичайно збагатила пластикою парковий фасад палацу, підсилений заокругленим виступом першого поверху, дах якого перетворили на балкон-терасу зі сходами в парк. Перший поверх споруди прикрашав руст, на який спирався парадний другий, стримано прикрашений неглибокими нішами і колонами на бічних вікнах. Вінчав споруду круглий бельведер зі шпилем, що стане важливою прикметою барських палаців взагалі.

Старов І.Є. Палац кн. С.С. Гагаріна,садиба Нікольське-Гагаріно, фото 1940 р.
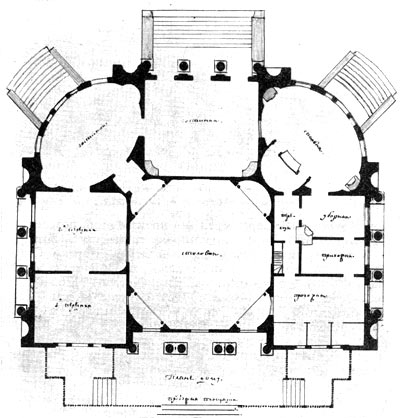
Садиба Вознесенське Шеремєтєва. План палацу. 1794 р.
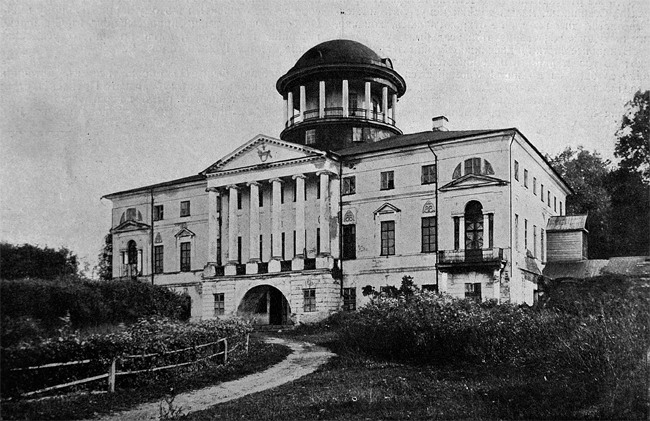
Старов І.Є. Садиба Енгельгардта Покровське, знищена 1923 р.

## Собор Св. Трійці Олександро-Невського монастиря

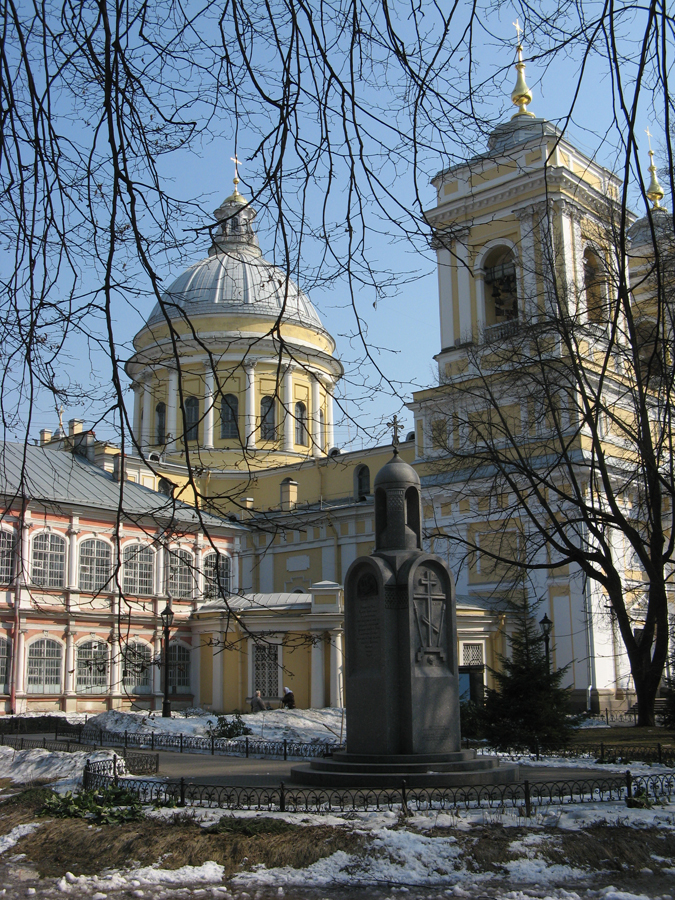
Катедральний собор Св. Трійці, фото 2010 р.

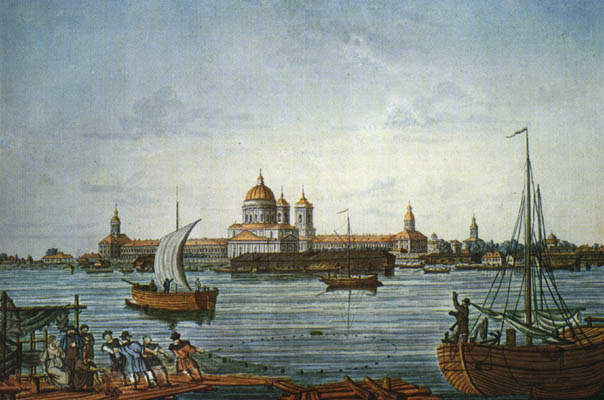
Худ. І. А. Іванов. «Панорама Олександро-Невської лаври з боку річки Нева». 1815 рікк.

Монастир був заснований за наказом Петра І 1710 року. Перший проєкт монастиря на засадах західноєвропейського бароко створив архітектор Доменіко Трезіні. Незвичним для російських монастирів була ясна геометрія плану, довга лінія уступчастих корпусів, оточення монастиря ровами з водою як у барокових палаців. Цілком світський, бароковий характер мав і сад бароко біля головного фасаду монастиря, повернутого на річку Нева. Побудова монастиря розтяглася майже на 100 років, що внесло корективи в будівництво: бароковий характер зберегли лише найдавніші споруди. Сади біля монастиря перетворили на цвинтарні ділянки з похованнями вельмож і багатіїв. Найгірше сталося з собором. Вибудований малосвідомим архітектором-німцем Теодором Швертфегером собор пішов тріщинами і грозив завалитися. 1753 року його розібрали до фундаментів.
Проєкт нового собору для столичного монастиря доручили створити Івану Старову. Він зберіг у проєкті дві вежі західного фасаду і купол над середхрестям. Але зробив собор більш приземкуватим, величним і в стилістиці класицизму. З бароковими корпусами собор сполучався заокругленими галереями, від чого виграла передсоборна площа. Західний фасад прикрашали шестиколонний портик і трикутний фронтон з головним входом і два бічні менші входи. Будівництво собору тривало чотирнадцять років.
Собор мав риси західноєвропейської базиліки (і три нави), поєднаної з центрально-купольною схемою. Довжина собору дорівнювала 74 метрів. Старов декілька разів удосконалював проєкт іконостаса. Дивним чином цей коштовний іконостас зберігся в буремні роки безбожної п'ятирічки і погромів петербурзьких церков і соборів і не був проданий, як продали за кордон за часів СРСР іконостас Казанського собору. Інтер'єр собору був наче парадна зала палацу в стилі класицизму: золочений вівтар з різьбленими деталями, білий італійський мармур пілястр, стінописи, підлога з сибірського агата тощо. Скульптура заборонялась православною церквою в храмах, але не в Петербурзі. Двадцять скульптур святих для Троїцького собору створив Шубін Федот Іванович за новою технологією. На тонкий сітчастий каркас наносили гіпс з алебастром, поверхню котрого вирізали і шліфували. Порожнина скульптур зменшувала навантаження на мури храму. Реставровані скульптури Шубіна і зараз прикрашають собор. З 1797 року монастир визнають лаврою.
Собор довгий час не мав опалення, що сприяло псуванню інтер'єру, стінописів і скульптур. 1844 року тут встановили печі Амосова, а 1863 року їх удосконалили.
Задовго до закінчення собору кресленики Івана Старова ще 1778 року гравіював Н. Кірсанов. Проєкт отримав широку популярність, за його планом було побудовано декілька храмів, серед яких садибні церкви в Пехра-Яківлевському, в садибі Самуйлово тощо. (Серед сакральних споруд архітектора також Казанська церква в Богородицьку та церква в садибі імператриці Бобрики.)

## Псевдоготика Івана Старова

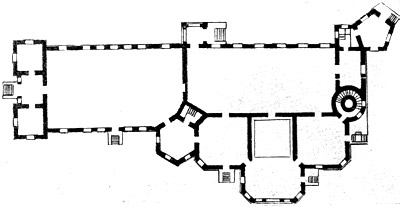
І. Старов, палац Г. Потьомкіна в Островках.

Серед перших садиб, що були побудовані неподалік Ладозького озера, виникла садиба Г. Потьомкіна в Островках. Не обмежений в коштах, він будував декілька резиденцій в різних місцях Російської імперії. Архітектор багато працював по замовам Потьомкіна і створював різні композиції — від невеликих, практично подорожніх палаців до парадних резиденцій на кшталт садиби Покровське на Смоленщині (котра перейшла згодом до Енгельгадтів). Аби не набридати симетричними побудовами в стилі класицизм, в проєкті в Островках майстер звернувся до псевдоготики. Романтична течія в класицизмі дозволяла використовувати чудернацькі, старовинні чи фантазійні архітектурні форми в будь-яких комбінаціях, несхожих на помірковану архітектуру класицизму, приреченого до постійних повторів одних і тих же архітектурних форм. В проєкті Старов цілеспрямовано відмовився від симетрії. Нібито симетрична частина споруди обов'язково розбита чи то гранчатою вежею, чи то іншим виступом, чи то несиметричними сходами. Архітектор грав імпровізації з новими архітектурними формами, створюючи незвичну і складну композицію. Ще більше, ніж в поземному плані, присутня ця гра в силуеті споруди — з її різновисотними об'ємами та відходами від центральної осі і симетрії. Якщо вважати донжоном круглу, високу вежу, то вона чомусь не посередині, а збоку. Збита від центральної осі і гранчата шестикутна. В палац можна увійти і з парадного двору (курдонеру), і з саду, і з бічних фасадів, один з яких прикрашений двома вежами з майже готичними шатрами. Готику нібито нагадують стрілчасті вікна і зубці на даху. Але мури споруди максимально оголені, позбавлені будь-якого декору, навіть невеликої готичної декорації (в наявності лише вікна різного розміру). Бічні вежі слугують візуальними кордонами споруди і не дозволяють «розтектися» споруді по поверхні. Інтер'єри, однак, просторі і затишні — на відміну від незатишних, затісних інтер'єрів Василя Баженова, котрий все життя гнався за штучною архітектурно ідеєю і ігнорував побутову зручність своїх споруд. Споруда нічим не схожа ні на малоемоційну архітектуру Джакомо Кваренгі, ні на елегантні споруди Чарльза Камерона, ні на будинки Миколи Львова, широкого в усьому, окрім вибора стеріотипних, архітектурних форм.
Малоприємний мінімалізм фасадів палацу в Островках зменшували лише асиметрія, геометрично різні форми веж (чотирикутна, кругла, шестигранна) та нічим не обмежені в зростанні, нестрижені дерева пейзажного парку.

## Таврійський палац

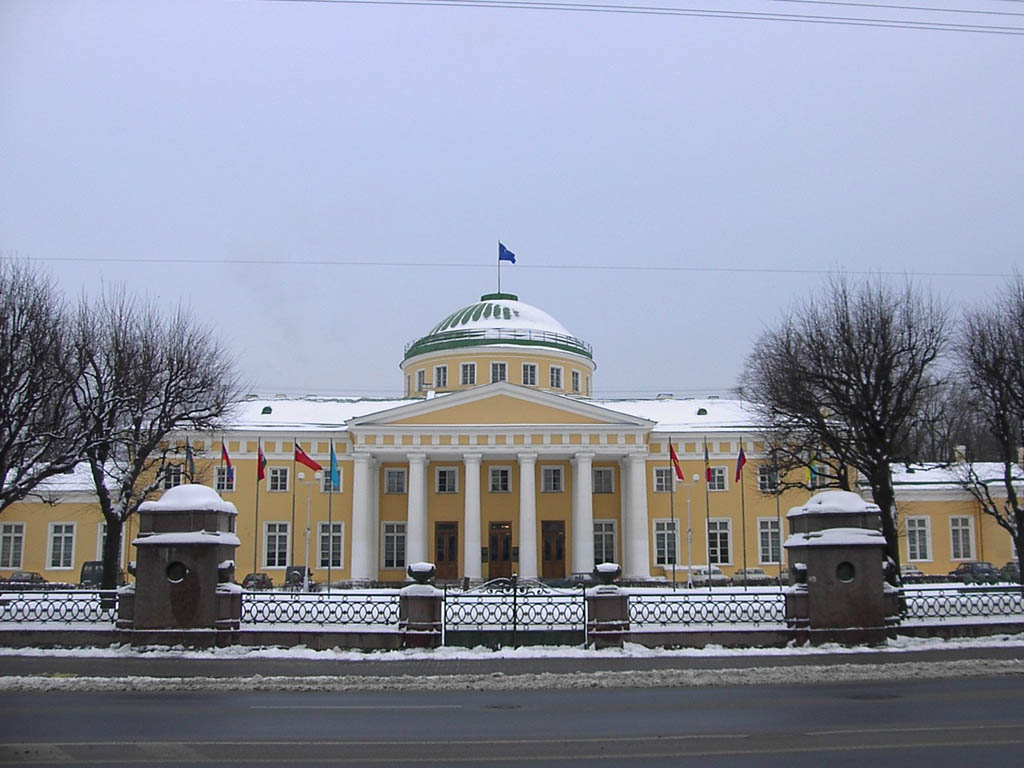
Таврійський палац, фото 2003 року.

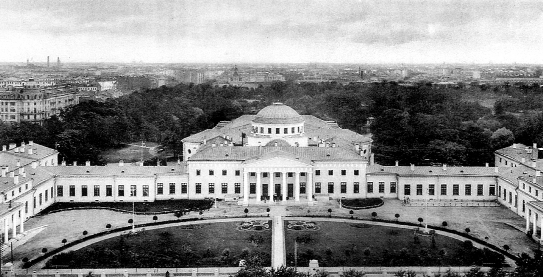
Арх. Старов, Таврійський палац на початку 20 ст., архівне фото.

Серед великих за розмірами і збережених споруд Старова в Петербурзі — Таврійський палац. Але первісна назва палацу із садом — «Будинок в Кінній гвардії». За одною з версій — палац наказала створити сама імператриця для князя Г. Потьомкіна і доручила проєкт Івану Старову, котрий неодноразово працював по замовам імператриці. Саме тому документів на замову чи придбання земельної ділянки не збережено. Але гроші на побудову нового ансамблю в аристократичному районі Петербурга надавав саме він. Оригінальних креслеників Івана Старова щодо палацу до кінця XX ст. знайдено тільки чотири.
Палац розпочали будувати 24 травня 1783 р., тоді ще без бічних крил . Відразу розпочали облаштування новомодного пейзажного парку. Ансамбль складався поступово : 1786 року встигли вибудувати східне крило, а західне вибудували тільки 1789 року. А повне декорування інтер'єрів розтяглося до 1795 року. Але парадні приміщення облаштували швидко, бо палац почали використовувати для урочистостей з участю імператриці. Палац прикрасили меблями, картинами і гравюрами, килимами та гобеленами з палацових кладових і вже 1791 року дали грандіозний бал на честь перемог в російсько-турецькій війні та приєднання міста Ізмаїл. Центр палацу створювали три парадні зали (Парадний вестибюль, Колонний зал і так званий зимовий сад.) Навколо них і створили вітальні, кабінеті і припалацовий театр.
Пишні інтер'єри контрастували з суворими, спрощеними вуличними фасадами — розфарбування в два кольори, шість колон центрального портика, по чотири у бічних входів, ні тобі ліпленого декору, ні позолоти. Бічні крила утворювали велетенський почесний двір курдонер, котрий приховував з боку вулиці справжні розміри великого палацу і сад за ним. До моди на спрощені форми пізнього класицизму підтягся тепер і Іван Старов. Мінливий в настроях Потьомкін, схильний до депресій, не задовольнився палацом. І після балу зажадав перебудов, які замовив архітектору Ф. І. Волкову Той встиг створити проєкт і навіть вибудував канал і гаванець від Неви до палацу, аби можна було дістатися сюди по воді. Але в перебіг подій втрутилась доля: Потьомкін помер і перебудовувати величезний палац ніхто не захотів. Його забрала в державну скарбницю Катерина ІІ і зробила власною осінньою резиденцією. Тільки з 1792 року палац і отримав назву Таврійський за наказом імператриці
По смерті Катерини ІІ палац використовували нечасто. Новий імператор Павло І помстився пам'яті Матері та її коханцю Потьомкіну презирством до палацу і наказом перетворити його на військові казарми. Декор палацових залів знищили, а всі меблі, картини і гравюри, гобелени і коштовне начиння вивезли. Колонний зал для балів і концертів взагалі перетворили на стайні і офіцерський манеж. Новий імператор Олександр І надав наказ повернути палац в пишний колишній стан і надав на ремонти 150 000. Але навіть такої суми не вистачило, настільки погромним було перебування в палаці казарм і стаєнь. Перебудовами і ремонтами керував архітектор Луїджі Руска. Зовнішні фасади палацу залишили незмінними. 1826 року в палаці помер офіційний історіограф російських імператорів М. Карамзін. В XIX ст. палац використовували нечасто і він став сховищем для великих театральних декорацій імператорських театрів та палацового майна. Саме тут зберігали античну Венеру, вивезену з Риму ще за часів Петра І. В травні 1899 р. великі приміщення палацу віддали під проведення міжнародної виставки садівництва, а потім під урочистості з приводу 100-річчя з дня народження поета О. С. Пушкіна. Революція 1905—1907 рр. відбилась новими перебудовами і пристосуванням палацу під перший російський парламент — Державну Думу. Припалацовий театр знищили, а на його місці створили сесійну залу для депутатів. Відтоді розпочалася політична історія палацу, бурхлива і трагічна для країни, котра закінчиться розвалом Російської імперії в 1917 році. Державницьке і офіційне використання Таврійського палацу успадкували і за часів СРСР, що сприяло його ремонтам і збереженню донині.

## Пелла, резиденція Катерини ІІ

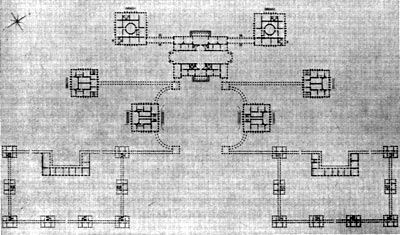
Генеральний план Пелли.

1784 року імператриця придбла земельну ділянку неподалік села Іванівське. Первісно вона планувала створити тут резиденцію для онука Олександра, котрого бажала бачити спадкоємцем престолу в обхід нелюбимого сина Павла. Місцевість перейменували на Пелла — на честь столиці Олександра Македонського, уславленого давньогрецького полководця. Вже через рік плани змінились і Катерина надумала створити тут вже власну резиденцію небачених розмірів. За планом імператриці, Пелла повинна була тепер стати пам'яткою військових перемог Російської імперії і її царювання взагалі.
Грандіозний проєкт замовили Джакомо Кваренгі та Івану Старову. Нечасто, але іноді архітектор Кваренгі наважувався відступити навіть від обов'язкової в класицизмі симетрії побудови. Джакомо Кваренгі наважився 1785 р. в проєкті для Пели перевершити самого себе і створив абсолютно асиметричне розпланування палацу з окремим кухонним корпусом по діагоналі (кресленик зберігає бібліотека імені Маї, Бергамо). Припалацовий театр передбачав Кваренгі і в власному проєкті царської резиденції для Катерини ІІ в містечку Пела. Але імператриця надала перевагу дійсно величному проєктові Івана Старова.
Старов, майстер величних побудов, вирішив ансамбль у вигляді протяжного палацу та чотирьох великих дворів, двох закритих і двох відкритих. Палац на річку Нева мав майже 200 метрів і мало поступався в протяжності Зимовому палацу. Південний фасад у бік Шліссельбурзького тракту був взагалі розгорнутий на половину кілометра. Дикому лісові і величній в цьому місті річці Нева відповідала і сувора, могутня архітектура палацових споруд. Їх пом'якшували лише протяжні наскрізні колонади, найбільші в творчому доробку архітектора.
Захоплена імператриця наказала видати найкращі будівельні матеріали і великий за розмірами ансамбль чотири роки будували досить швидко. Кваренгі ж передали замови на великі обеліски на честь військових перемог Росії. Палац і ансамбль був настільки великим, що імператриця похвалялась і писала в листах, що всі її палаци — звичні хижки в порівнянні з Пеллою. Облаштування ж інтер'єрів розтяглося на роки, імператриця довго обирала то особливі меблі, то декор. Через чотири роки розпочалася чергова російсько-турецька війна і будівництво припинили, а гроші перевели на ведення війни.
Імператриця померла в листопаді 1796 р., так і не побачивши Пеллу цілком добудованою. Престол перехопив Павло І і ненависть до матері переніс на її споруди. Ансамбль в Пеллі був швидко розібраний на будівельні матеріали і за наказом імператора матеріали використані на побудову замку Св. Михайла в Петербурзі (проєкт Василя Баженова, споруда більш відома як Інженерний замок). Дивним чином зникли всі кресленики щодо Пелли. Дослідники роками шукали хоть щось. І в архіві Кваренгі нарешті знайшли копію генерального плану Пелли, котру той вивчав як твір більш вдалого свого суперника.

## Іван Старов і паперова архітектура

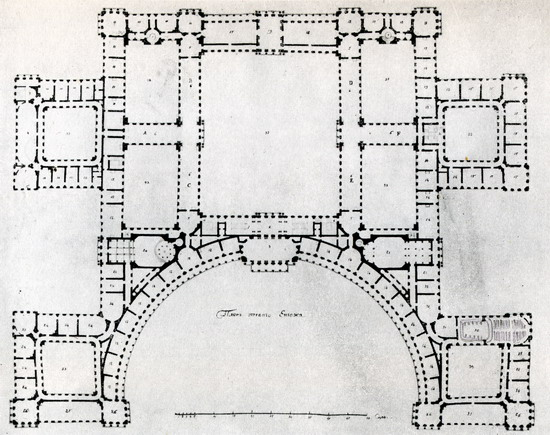
Умовний план військового училища, 1769 р.
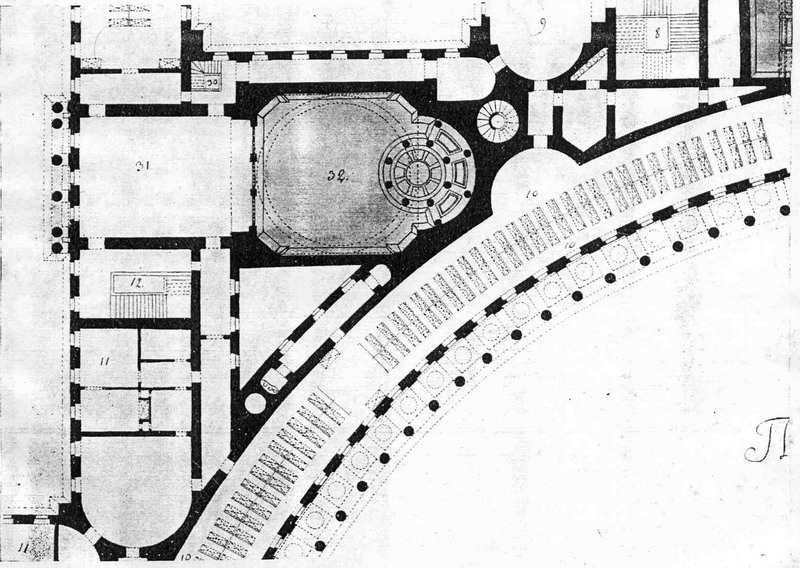
Умовний план військового училища, фрагмент, 1769 р.

Іван Старов належить до архітекторів кінця XVIII ст., творчі здібності яких мали досить повне виявлення і в реальному будівництві, і діяльності викладача в Академії мистецтв. Але короткий період після прибуття з закордонного відрядження можна вважати періодом паперової архітектури. Виученик Шарля де Вайї ще не мав замов на побудови в Росії, але яскраво заявив про власне обдарування в Парижі. В Петербурзі молодому архітекторові вчинили іспит і запропонували створити проєкт великого військового училища (неконкретного кадетського корпусу). Росія постійно воювала і проєкт був актуальним для войовничої країни. Хоча проєкт не мав реальних прототипів. Коли знадобилось приміщення для нового Шляхетного корпусу в Петербурзі, під нове військове училище віддали конфіскований у князя О. Д. Меншикова палац. Нового — не будували. Віддаленим аналогом для проєкту Старова могли бути лише комплекс споруд Будинку інвалідів у Парижі чи велетенські палаци на кшталт Ступініджі (арх. Жермен Бофран) чи палаццо Реале (арх. Луїджі Ванвітеллі).
Іван Старов в проєкті створив велетенську споруду із дев'ятьма внутрішніми дворами і заокругленою галереєю, повернутою до річки Нева. Училище, призначене для привілейованого стану дворян, мало окремі приміщення класів, великих спалень, власну училищну церкву, бібліотеку, квартири для очільників привілейованого навчального закладу та слуг, кухні, склади. Архітектор не забув навіть про училищний театр, майстерно вкомпонований в симетричну побудову.(Власний театр мав і привілейований Шляхетний корпус, розташований в Меншиковському палаці, як і багату училищну бібліотеку). На здорожчення проєкту спрацьовувала і нова кам'яна набережна зі скульптурами, котра вінчала напівциркульний двір головного фасаду училища. В цьому ж дворі передбачався і монумент якомусь російському полководцю. Ні в повному, ні в скороченому варіанті таку велетенську споруду ніхто і не передбачав реалізовувати. Адже проєкт Старова перебільшував розмірами найбільшу споруду тодішнього Петербурга — Зимовий палац… Але майстерний проєкт і елегантна стилістика раннього французького класицизму справили благоприємне враження на вельмож і імператрицю (вензель Катерини ІІ прикрасив головний фасад училища).
Проєкт умовного військового училища передадуть в архітектурний клас Академії мистецтв, де його аркуші десятиліттями слугуватимуть навчальними зразками. Таку честь мали лише проєкти іноземців, найкращі аркуші професорів Академії і найкращі проєкти випускників закладу. Подерті, засмальцьовані аркуші проєкту до середини XIX ст. втратили навіть авторство Старова. Розуміючи їх високу мистецьку вартість, аркуші проєкту віддали в реставрацію, котра тривала п'ять місяців. В середині XX ст. проєкту повернули і авторство Івана Старова.

## Архітектор Старов і Україна

АРх. Старов І. Є. Дніпропетровськ, колишній палац Потьомкіна (згодом Будинок відпочинку Ім. Ілліча,. фото 1927 р).

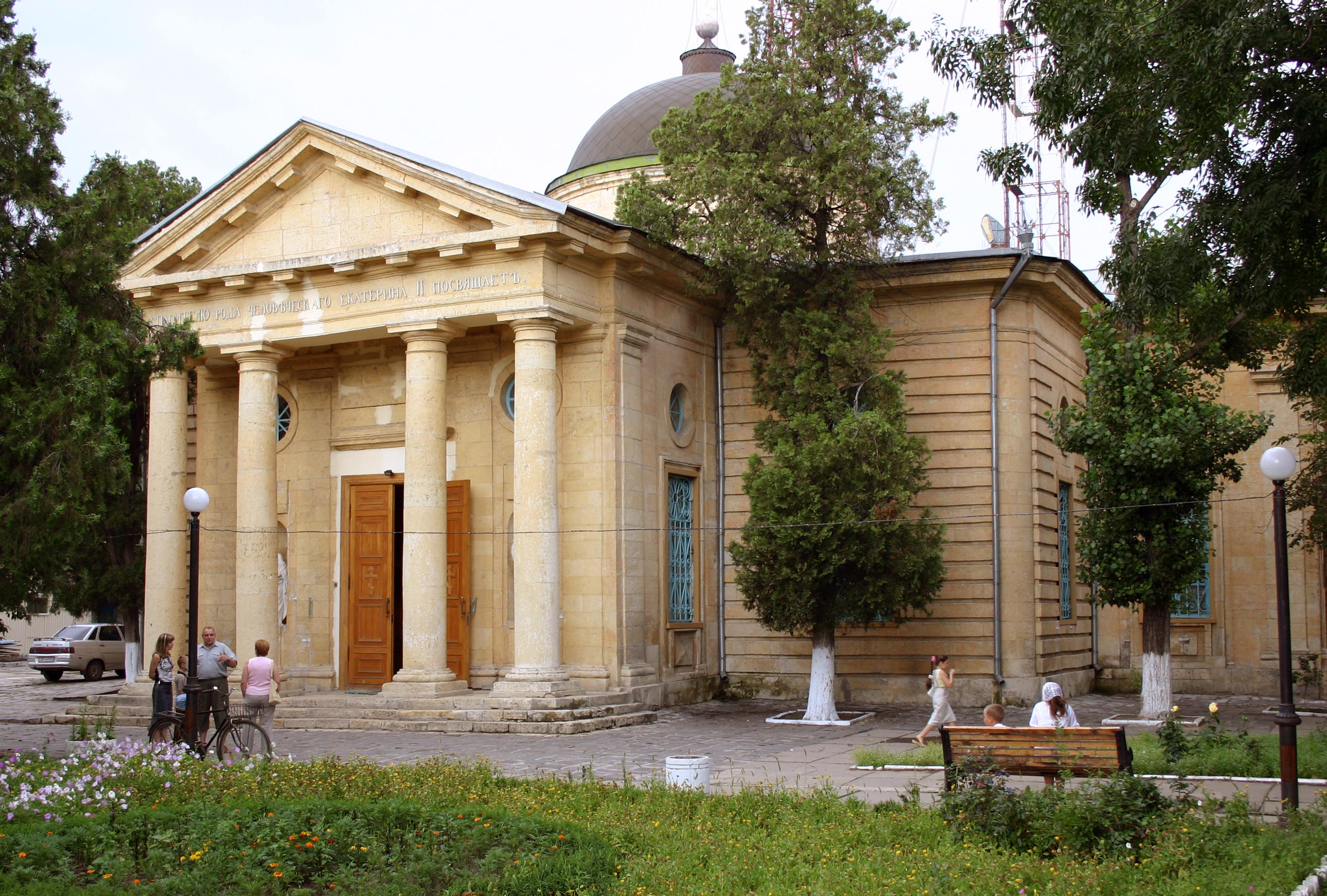
Катерининський собор, м. Херсон

На рубежі 1790-х років багато працював в Україні. Виконав проєкти планування Катеринослава (тепер Дніпро) та Миколаєва (1790). У Катеринославі за проєктом Старова побудовано палац Потьомкіна (1787—1789). Спроєктував головну міську площу Миколаєва, Адміралтейський собор, будинок магістрату і крамниці Молдованського будинку. В той самий час ним були спроєктовані садибні будинки для Потьомкіна Г. О. та його племінниці графині Браницької, церква, фонтан і гранітна купальня у місті Богоявленську (тепер — Корабельний район Миколаєва). Розробив також інші проєкти. На його честь названа вулиця «Архітектора Старова» в мікрорайоні Північний міста Миколаєва.

## Родина Івана Старова
Архітектор був одружений. Дружиною митця стала рідна сестра братів Демідових — Наталя Григорівна Демідова. Брати Демідови нещодавно самі отримали дворянство, тому архітектор, який теж отримав дворянство по закінченні Академії мистецтв, не почувався ніяково в родині Демідових, бо створив вдалу кар'єру, мав довіру імператриці Катерини ІІ і такого впливового вельможі як Григорій Потьомкін. В родину прийшов матеріальний успіх. Подружжя мало п'ятеро синів і двох доньок . Три сини працювали в конторі по будівництву, але не успадкували талантів батька. Один із синів Старова (Петро Іванович) обрав військову кар'єру і служив флігель-ад'ютантом у самого князя Г. Потьомкіна. Потім перейшов в Курський піхотний полк. Згодом обійняв посаду інспектора над будівництвом в місті Гатчина. Але не мав архітектурної освіти і був чиновником.

## Вибраний перелік споруд архітектора
- Садиба Шкуріна (Бобринського), м. Богородицьк, Тульська область, збережена, музей родини Бобринських
- Садибна церква Шкуріна
- Садиба Нікольське-Гагаріно, збережена, інтернат для психічно хворих дітей, Московська область
- Палац Г. О. Потьомкінна в Островках, збережений, Ленінградська область
- Литовський замок (казарми Литовського полку), знищено
- Собор Олександро-Невської лаври, Санкт-Петербург
- Надбрамна церква Олександро-Невської лаври, Санкт-Петербург
- Садиба Енгельгардта Покровське, Смоленська область, знищена 1923 р.
- Садиба Тайці
- Садиба Сиворіци
- Палац Шепелєва, Петербург, знищений
- Резиденція Катерини ІІ Пела, знищена
- Палац в Бобриках для Катерини ІІ, покинутий недобудованим
- Дача Демідова на Петергофській дорозі, знищена
- Таврійський палац, Санкт-Петербург
- Палац Г. Потьомкіна в Дніпропетровську, відновлений після руйнації
- низка споруд в місті Херсон
- Власний будинок архітектора, вул. Белінського, Петербург, значно перебудований

## Вшанування пам'яті
У місті Дніпро є сквер Івана Старова.